# 恩维尔·科索
恩维尔·科索（1956年5月5日—），波斯尼亚和黑塞哥维那男子手球运动员。他曾代表南斯拉夫国家队参加1980年夏季奥林匹克运动会手球比赛，获得第6名。